# Jasiel (województwo zachodniopomorskie)
Jasiel – wieś w północno-zachodniej Polsce, położona w województwie zachodniopomorskim, w powiecie gryfickim, w południowo-zachodniej części gminy Gryfice.
Dzieci ze miejscowości dowożone są do Szkoły Podstawowej w Trzygłowie. Wieś przed wypadkami i pożarami zabezpiecza remiza Ochotniczej Straży Pożarnnej z pobliskiego Ościęcina. Jasiel posiada sieć wodociągową wraz z przyłączami domowymi, zasilaną z ujęcia wody w Ościęcinie. 
Pierwsza wzmianka o wsi pochodzi z XV w. Wieś stanowiła wówczas lenno rodu Schmelig, który miał swoją siedzibę niedaleko Kołobrzegu.
W latach 1954–1972 wieś należała i była siedzibą władz gromady Jasiel. W latach 1946–1998 miejscowość administracyjnie należała do województwa szczecińskiego.
Gmina Gryfice utworzyła jednostką pomocniczą – "Sołectwo Jasiel", które obejmuje miejscowości: Jasiel i Zagórcze. Organem uchwałodawczym sołectwa jest zebranie wiejskie, na którym mieszkańcy wybierają sołtysa. Działalność sołtysa wspomaga jest rada sołecka, która liczy od 3 do 7 osób – w zależności jak ustali wyborcze zebranie wiejskie.
W miejscowości (działka nr 124) rośnie kasztanowiec zwyczajny w wieku ok. 150–200 lat, obwodzie pnia 480 cm i wysokości 26 m, który został uznany za pomnik przyrody.